# Constantino Chapital
Constantino Chapital fue un militar mexicano con grado de general que participó en la Revolución mexicana.
Nació en Oaxaca, Oaxaca el 11 de febrero de 1897. Fue constintucionalista de las fuerzas del general Fernando Dávila y llegó a coronel. Fue jefe de la Gendarmería Montada de la capital. Acompañó a Venustiano Carranza en su salida de México en 1920. Estuvo mucho tiempo separado del servicio militar, pues se dice que lo dieron de baja del Ejército Mexicano debido a la desaparición de unas joyas de su propia oficina, cuando fue jefe de la Policía Judicial del Distrito Federal; años después Juan Andrew Almazán gestionó su reingreso al Ejército Mexicano y llegó a subjefe del Estado Mayor de la Sexta Jefatura de Operaciones Militares, agregado militar en Londres y luego, gobernador de Oaxaca. Murió el 5 de noviembre de 1943 en la Ciudad de México, siendo director de la Prisión Militar de Santiago Tlatelolco.